# Jack Churchill
Podplukovník John Malcolm Thorpe Fleming „Jack“ Churchill (16. září 1906 – 8. března 1996), přezdívaný „Bojechtivý“ nebo „Šílený“, byl britský voják, který bojoval za druhé světové války. Proslul svým neortodoxním stylem boje, když útočil na německé jednotky vyzbrojen mečem, lukem, a hraje na dudy. Jeho motto znělo: „Důstojník, který jde do akce bez svého meče, je nesprávně vybaven.“ Za své bojové činy obdržel vyznamenání „Distinguished Service Order & Bar“ (Řád za vynikající služby se sponou) a „Military Cross & Bar“ (Válečný kříž se sponou).

## Mládí
Narodil se v Kolombu, základní a střední vzdělání získal v King William's College na Isle of Man a následně vystudoval školu pro důstojníky Sandhurst (Royal Military Academy Sandhurst). Sloužil v Barmě v Manchesterském pluku. V roce 1936 opustil armádu a pracoval jako editor v novinách. Od mládí se zabýval lukostřelbou a hraním na dudy, což mu v roce 1924 vyneslo epizodickou roli v filmu The Thief of Bagdad.

## 2. světová válka

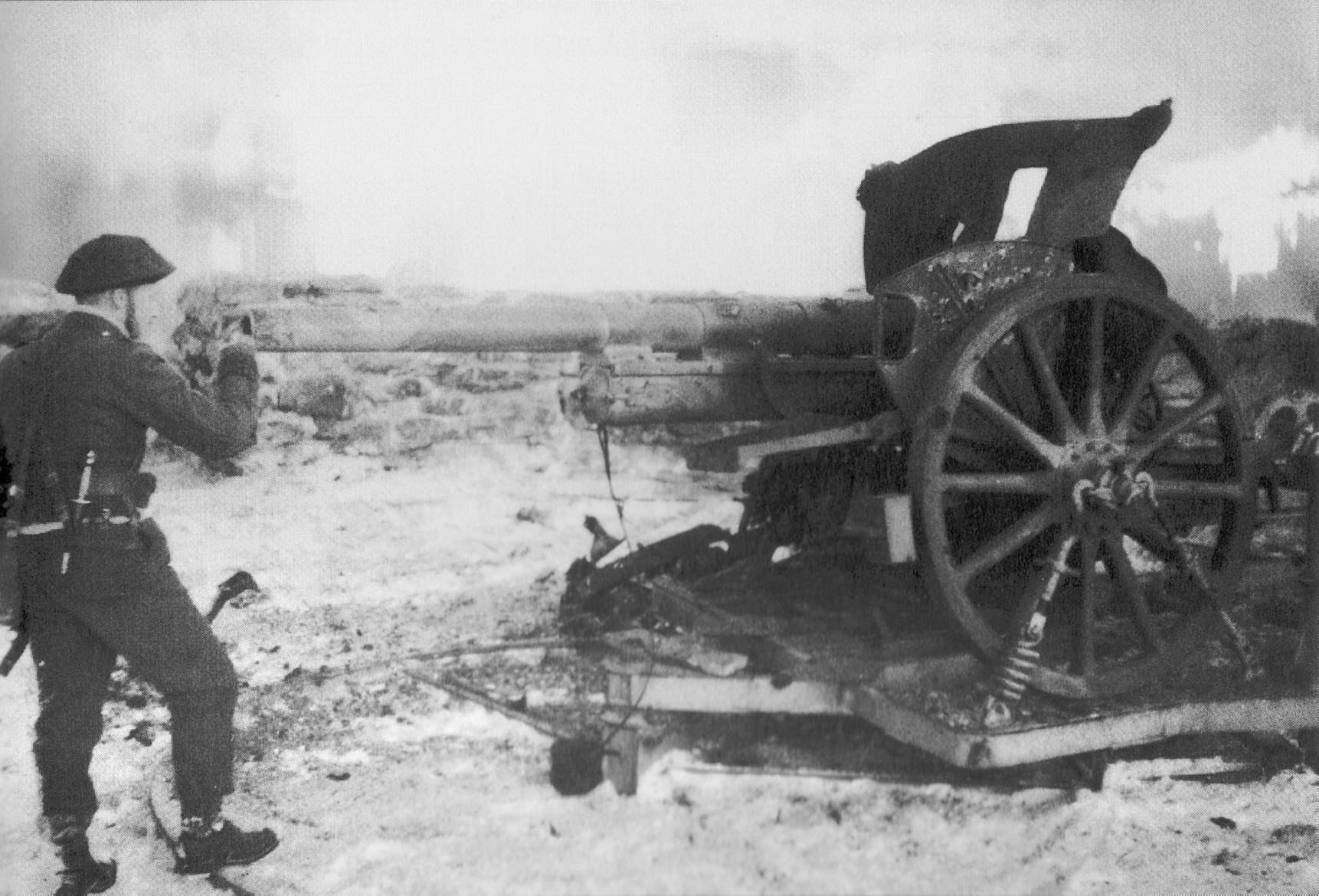
Churchill obhlíží belgické dělo ráže 75 mm

Po vypuknutí války nastoupil zpět do armády k Manchesterskému pluku. V květnu 1940 jeho jednotka přepadla německou hlídku u L'Epinette ve Francii. Churchill zde zastřelil německého poddůstojníka šípem – jedná se o jediný potvrzený případ za 2. světové války, kdy britský voják zabil nepřítele tímto způsobem. Po bojích u Dunkerque se přihlásil k jednotkám Commandos.

### Commandos
27. prosince 1941 se zúčastnil jako zástupce velitele No. 3 Commando operace Archery, což byl nájezd na německou posádku na norském ostrově Vågsøy. Za tuto akci obdržel Válečný kříž se sponou. V červenci 1943 vedl No. 2 Commando při vylodění v Catanii  na Sicílii a později u Salerna – tradičně vyzbrojen mečem, lukem a šípy, a hraje na dudy. U Salerna vedl dvě komanda při přepadu německé pozorovací stanice. Podařilo se jim zajmout 42 nepřátel včetně obsluhy minometu. Za tuto akci obdržel Distinguished Service Order.

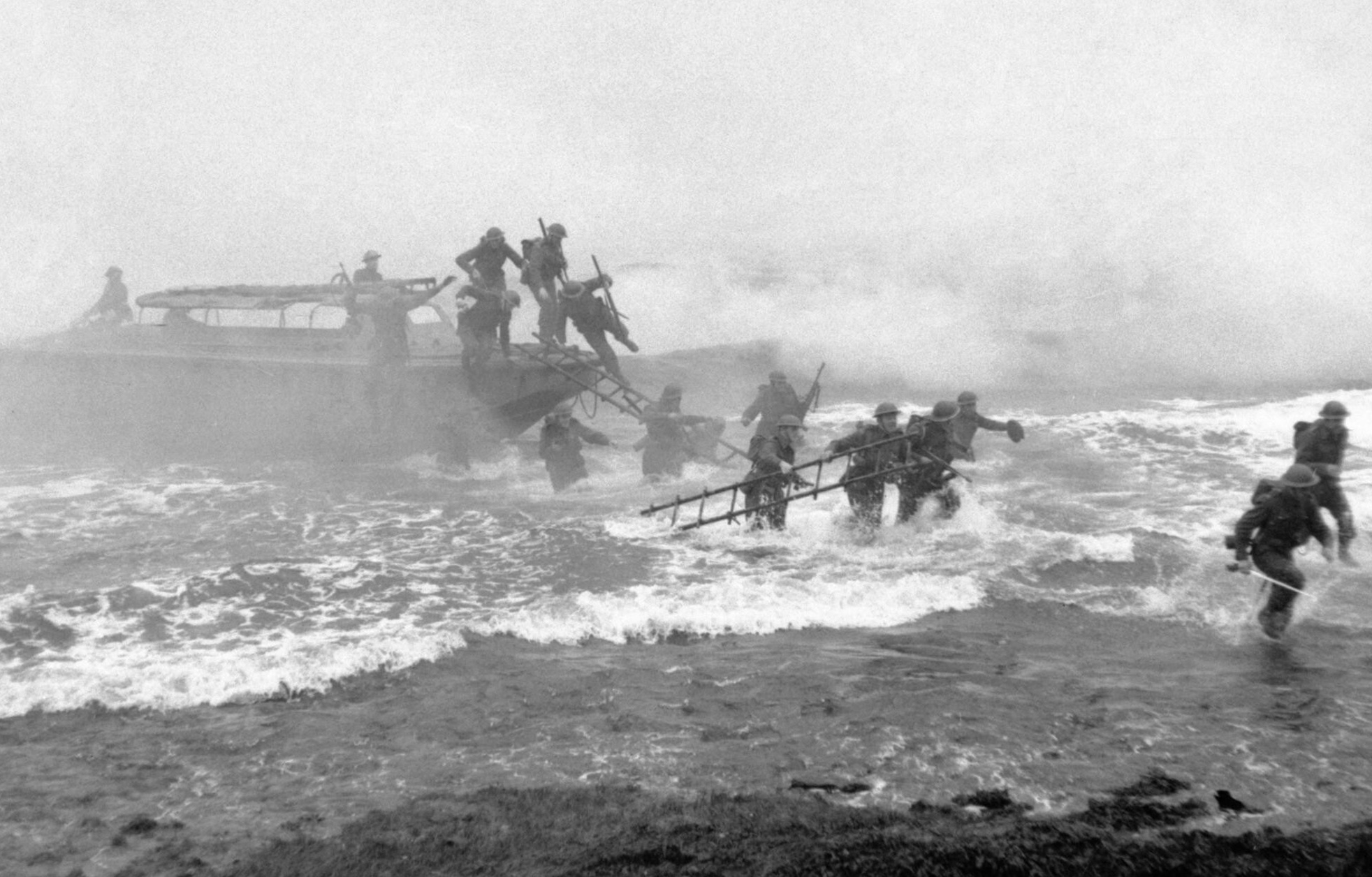
Churchill drží meč a vede útok při cvičebním vylodění.

V roce 1944 velel Commandos v Jugoslávii, kteří podporovali Titovy partyzány z ostrova Vis. V květnu 1944 byl pověřen zorganizováním kombinovaného útoku Commandos a partyzánů na Němci držený ostrov Brač. Na ostrově došlo k bitvě, během níž byl Churchill zraněn a později zajat Němci. Ti ho transportovali do Berlína k výslechu a následně převezli do koncentračního tábora Sachsenhausen.

### Zajatcem
V září 1944 se pokusil spolu s jedním důstojníkem RAF utéct. Podhrabali se pod ostnatým drátem a zamířili směrem k pobřeží Baltského moře. Byli zadrženi nedaleko města Rostock, několik kilometrů od pobřeží. Koncem dubna 1945 byl Churchill a dalších asi 140 prominentních zajatců přemístěn pod dohledem jednotek SS do Tyrolska. Zajatci se obávali, že budou popraveni, a kontaktovali místní vojáky wehrmachtu, jimž velel Wichard von Alvensleben. Ti donutili SS-many nechat vězně být a odejít. Zajatci byli následně propuštěni. Churchill se vydal pěšky do Verony (150 km), kde se setkal s americkými vojáky.

### Pacifik
Boje v Tichomoří stále pokračovaly a Churchill byl poslán do Barmy. Když dorazil do Indie, byly svrženy atomové bomby a válka krátce poté skončila. Churchill byl údajně nešťastný a komentoval to slovy: „Kdyby nebylo těch proklatých amíků, mohli jsme válčit ještě dalších 10 let.“

## Po válce
V roce 1946 si zahrál ve filmu Ivanhoe. Jeho role byla vskutku tradiční – hrál lukostřelce bránícího hrad Warwick.
V roce 1946 byl převelen k Seaforth Highlanders. Působil v Palestině, kde byl zástupcem velitele 1. praporu Highland Light Infantry. 13. dubna 1948 se spolu s 12 dalšími vojáky pokusil pomoci židovským lékařům a dalšímu personálu zdravotnického konvoje do nemocnice Hadasa na hoře Skopus poté, co byli napadeni Araby. Tato událost je známa jako „masakr lékařského konvoje do Hadasy“ a stála život 78 lidí. Churchill následně koordinoval evakuaci 700 doktorů, studentů a pacientů z Hadasy a kampusu Hebrejské univerzity v Jeruzalémě.
V následujících letech sloužil jako instruktor ve škole pozemního a vzdušného boje v Austrálii. Zde se stal také zaníceným surfařem. Po návratu do Anglie jezdil na surfu na řece Severn, kde vzniká zvláštní přílivová vlna. V roce 1959 byl propuštěn z armády. O jeho excentricitě vypovídá i to, že když se vracíval domů vlakem, vyhazoval za jízdy svou brašnu z okna – údajně ji nechtěl tahat z nádraží, tak si ji házel na zahradu, která ležela nedaleko trati.
Zemřel v roce 1996 v Surrey.

## Rodina
Churchill si 8. března 1941 vzal za ženu Rosamund Margaret Denny. S ní měl dvě děti – Malcolma Johna Leslie Churchilla (* 11. 11. 1942) a Rodneyho  Alistaira Gladstona Churchilla (* 4. 7. 1947).